# Paula Marosi
Paula Marosi   (Budapest, 3 de novembre de 1936 - Budapest, 4 de març de 2022) fou una tiradora d'esgrima hongaresa, especialista en floret, que va competir durant la dècada de 1960. Es casà amb el també medallista olímpic Ödön Földessy.
El 1964 va prendre part en els Jocs Olímpics d'Estiu de Tòquio, on va guanyar la medalla d'or en la prova del floret per equips del programa d'esgrima. Quatre anys més tard, als Jocs de Ciutat de Mèxic guanyà la medalla de plata en la mateixa prova.
En el seu palmarès també destaquen dues medalles al Campionat del món d'esgrima, una d'or i una de plata, entre les edicions de 1962 i 1966.